# Israel Coll
Israel Emanuel Coll (Córdoba, 22 luglio 1993) è un calciatore argentino, centrocampista dell'Ashdod.

## Palmarès

### Club

#### Competizioni nazionali
- Campionato cipriota: 1

Apollōn Limassol: 2021-2022